# Жуков, Иван Иванович (химик)
Иван Иванович Жуков (20 ноября (2 декабря) 1880, Санкт-Петербург — 13 августа 1949, близ станции Бологое) — советский химик, член-корреспондент АН СССР, профессор.

## Биография
Родился 20 ноября (2 декабря) 1880 года в Петербурге.
В 1903 году окончил Петербургский университет, где остался и проработал всю жизнь. В 1922 году он начал читать в университете курс коллоидной химии, в 1929 году возглавил кафедру физической химии и преобразовал её в кафедру физической и коллоидной химии. В течение следующих десяти лет кафедра разрослась и в 1939 году было принято решение выделить отдельную кафедру коллоидной химии, которую также возглавил И. И. Жуков.
В 1946 году он стал членом-корреспондентом АН СССР.
Погиб 13 августа 1949 года близ станции Бологое.

## Научная деятельность
Первые коллоидно-химические работы Жукова были связаны с растворами высокомолекулярных соединений. Иван Иванович исследовал распределение ионов водорода и гидроксила между водой и желатином, изучал pH изоэлектрической точки и эмульгирующую способность желатина. Также изучал коллоидно-химических характеристик дисперсоидов, влияние ионов трехвалентного железа и четырехвалентного тория на суспензии каолина, оптимальные условия коагуляции. Основным направлением научной деятельности Жукова стали электрокинетические явления и электрокинетические свойства капиллярных систем. Он разработал общую теорию электродиализа и конструкцию лабораторного электродиализатора. Кроме того, Жуковым вместе с другими учеными (О. Н. Григоровым, А. В. Марковичем и Б. П. Никольским) была решена проблема очистки от электролитов воды и других более сложных коллоидных систем с помощью электроосмоса.

## Награды и премии
- Менделеевская премия (1912) — за исследование взаимодействия азота и водорода с металлами.
- Орден Знак Почёта (1944)
- Орден Трудового Красного Знамени (1944)